# Wartburgallee
Die Wartburgallee ist eine Straße in Eisenach in Thüringen. Sie ist Teil der Bundesstraße 19. Die von zahlreichen Baudenkmalen gesäumte Bundesstraße ist die wichtigste Ein- und Ausfallstraße Eisenachs in Richtung Südthüringen. Sie ist benannt nach der Wartburg.

## Verlauf
Die Wartburgallee verläuft vom Stadtzentrum Eisenachs, in dem sie unweit des Nikolaitores von der Bahnhofstraße abzweigt, in südliche Richtung durch das Eisenacher Südviertel. Wichtige Abzweigungen und Kreuzungen sind die Dr. Moritz-Mitzenheim-Straße, die Johann-Sebastian-Bach-Straße und die Waisenstraße. Unmittelbar nach der Kreuzung mit Kur- und Marienstraße verlässt die Bundesstraße 19 die Wartburgallee und wird entlang des Prinzenteiches im Mariental fortgeführt, während die Wartburgallee nach Südwesten schwenkt und die Auffahrt zur Wartburg bildet. 

## Geschichte
Nach dem Zweiten Weltkrieg wurde die Straße, die bis dahin den Namen Karthäuserstraße trug, in Stalinallee umbenannt. Erst 1962 erhielt die Straße ihren heutigen Namen. Von 1897 bis 1953 verlief die erste Linie der Straßenbahn Eisenach durch die Karthäuserstraße.

## Baudenkmale und bedeutende Bauwerke im Straßenverlauf
Der Straßenverlauf ist geprägt von einer Vielzahl von Baudenkmalen. Neben zahlreichen denkmalgeschützten Villen des Eisenacher Südviertels befinden sich im Straßenverlauf von Nord nach Süd:
- das Hotel Kaiserhof
- das ehemalige Hotel Karthäuserhof
- der Stadtpark
- die Brauerei Eisenach
- das Ernst-Abbe-Gymnasium
- das Hotel Glockenhof
- der KUNST-Pavillon, früher Ausstellungshalle des Automobilwerk Eisenach
- der Kartausgarten mit Wandelhalle

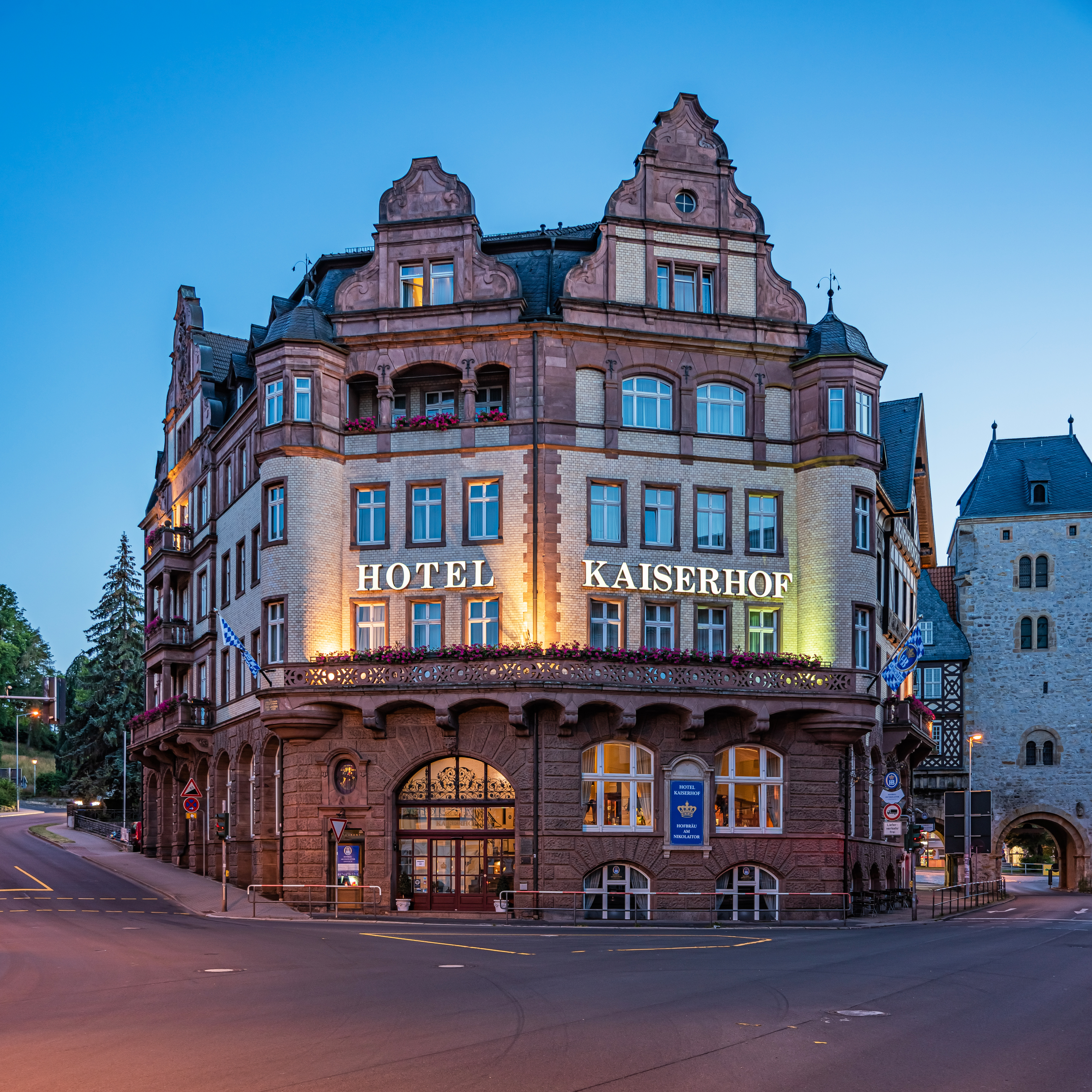
Hotel Kaiserhof am Beginn der Wartburgallee
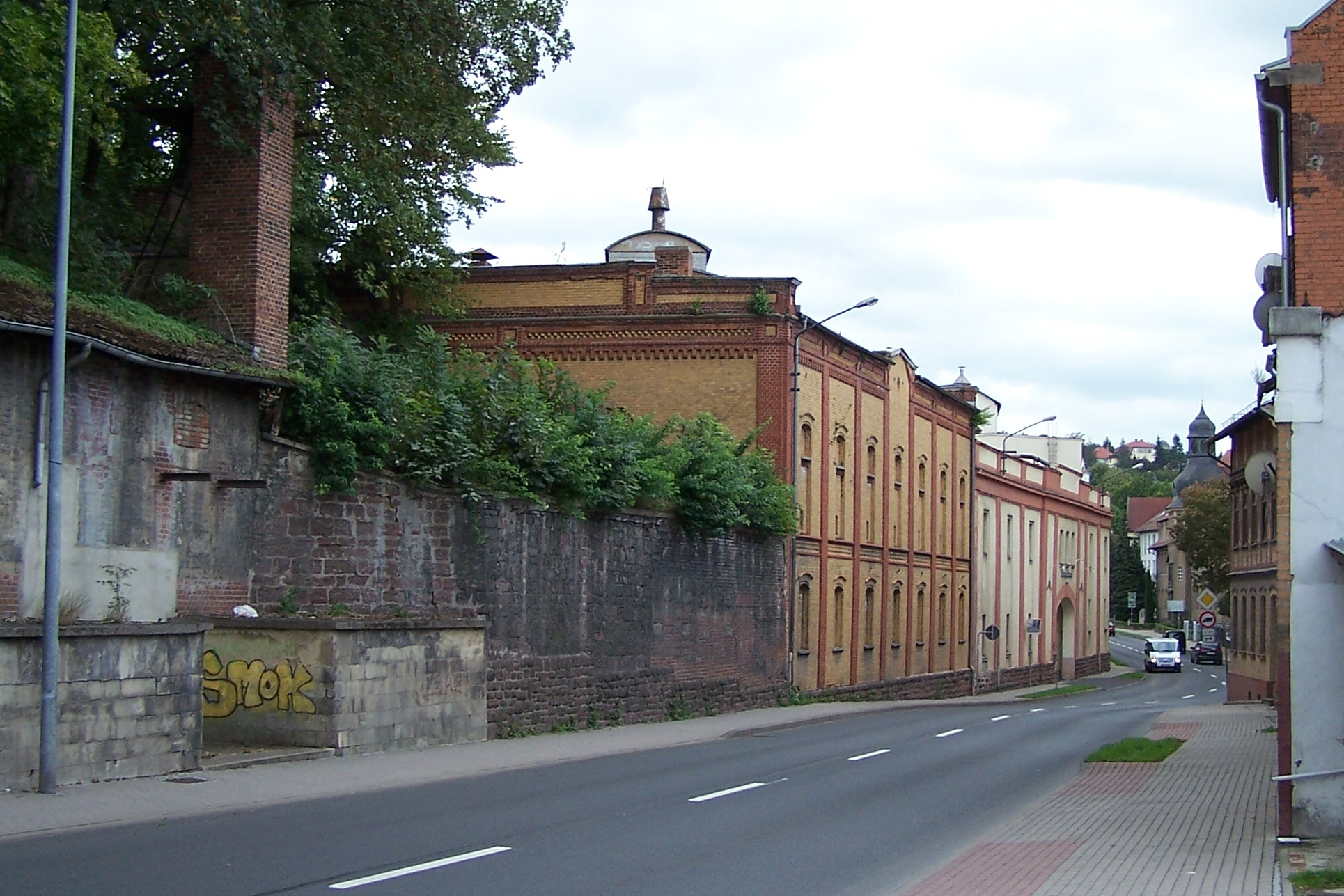
Brauerei mit historischem Felsenkeller
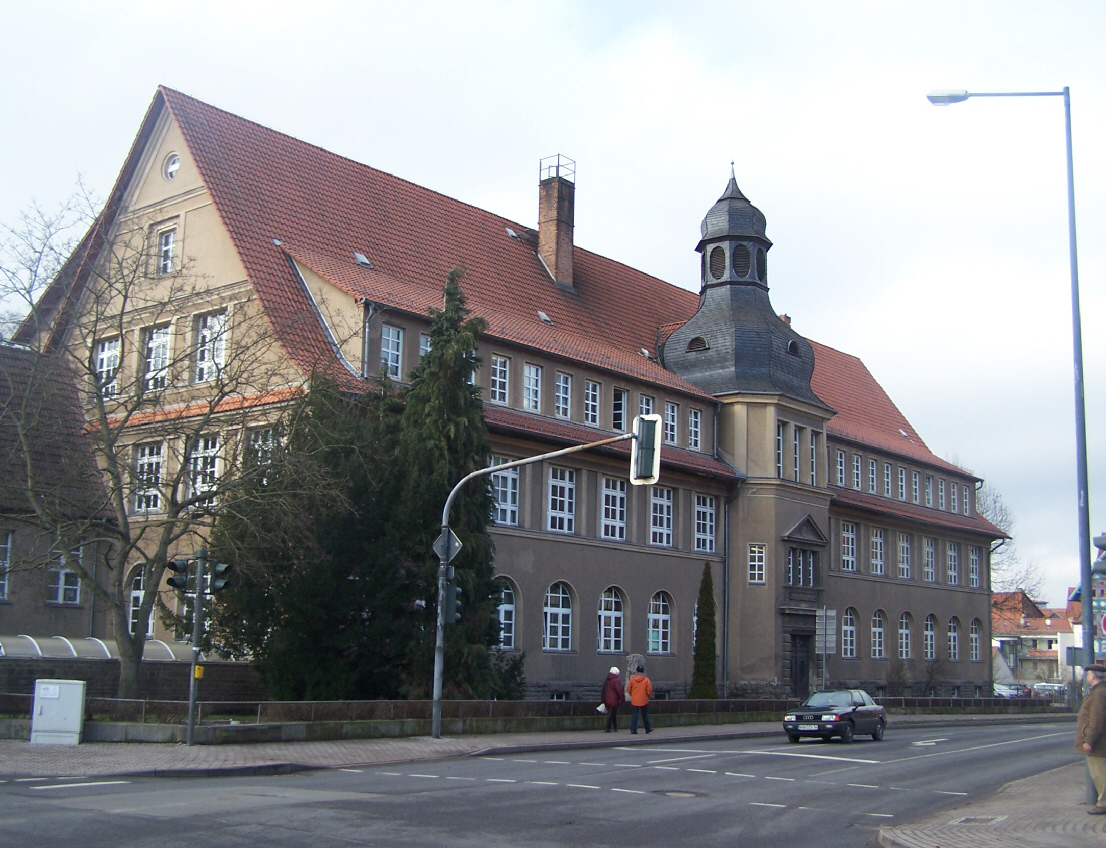
Das Abbe-Gymnasium
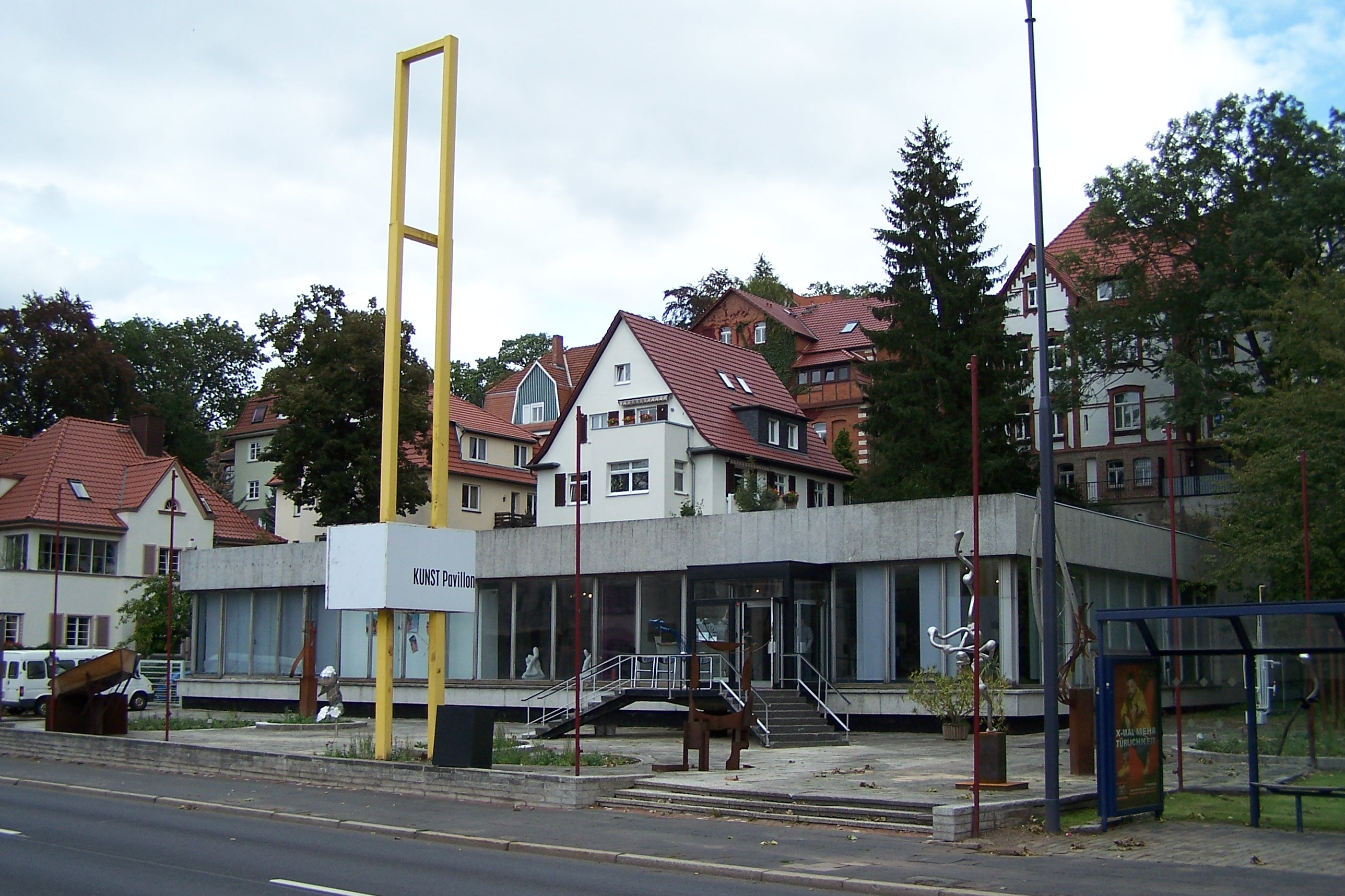
KUNST-Pavillon
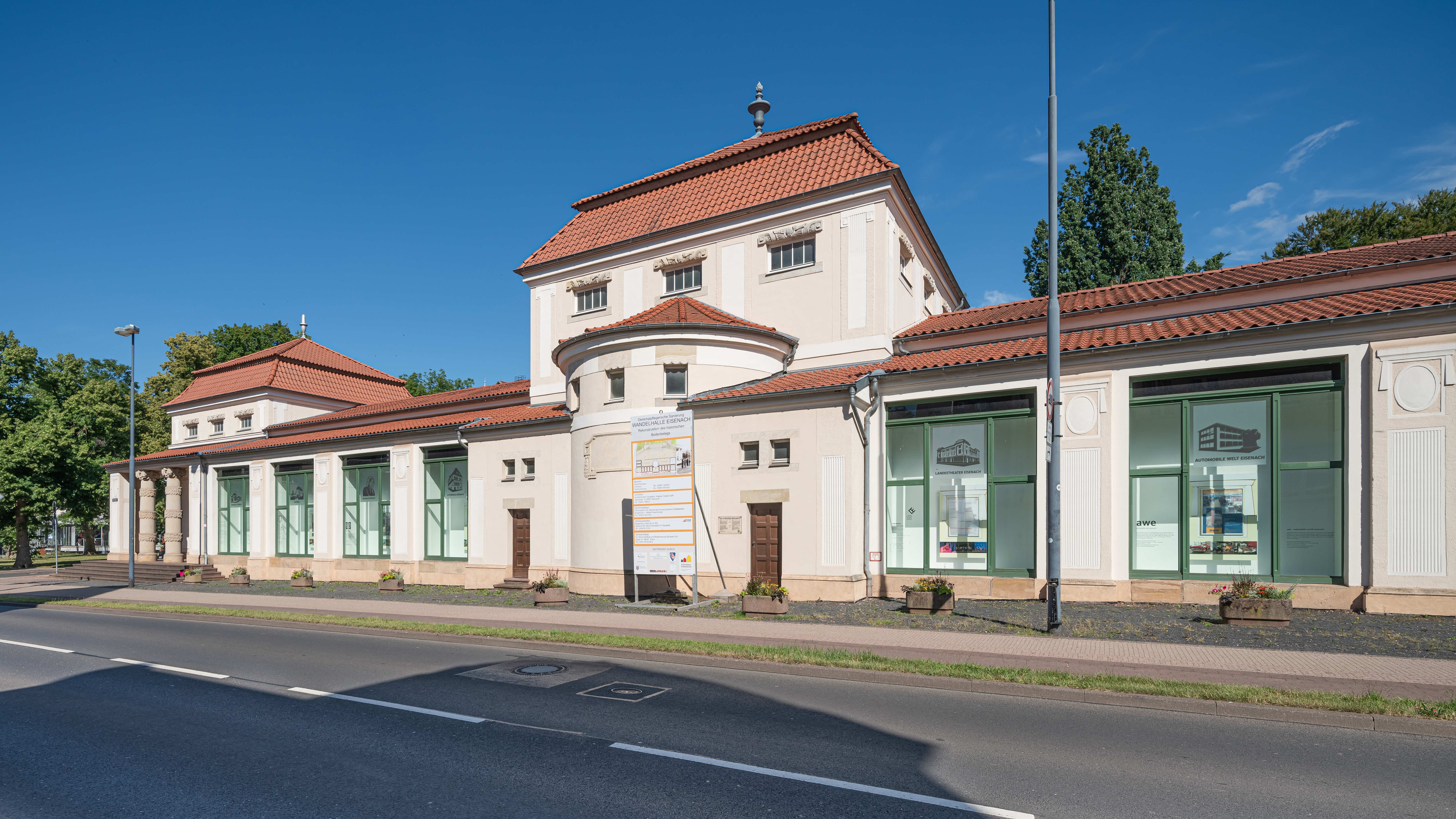
Wandelhalle

Des Weiteren befinden bzw. befanden sich mehrere Denkmale im Umfeld der Straße:
- erstes Eisenacher Ärztedenkmal (19. Jahrhundert)
- Bismarckdenkmal (1903–1963)
- Denkmal zur Geschichte der deutschen Arbeiterbewegung
- Carl-Alexander-Denkmal
- Cranach-Denkmal

Bismarckdenkmal am Eingang zum Stadtpark
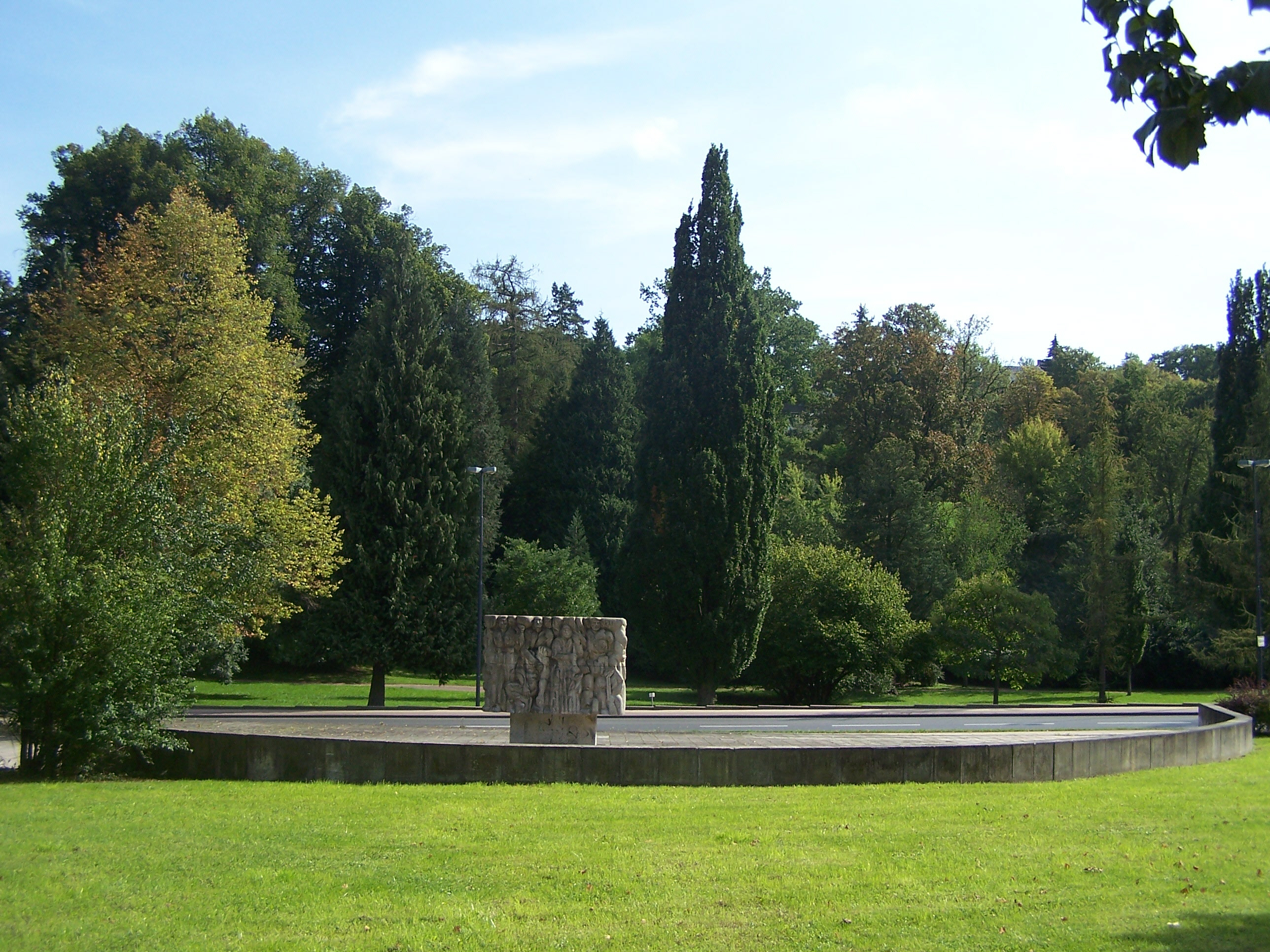
Arbeiterdenkmal und Kartausgarten
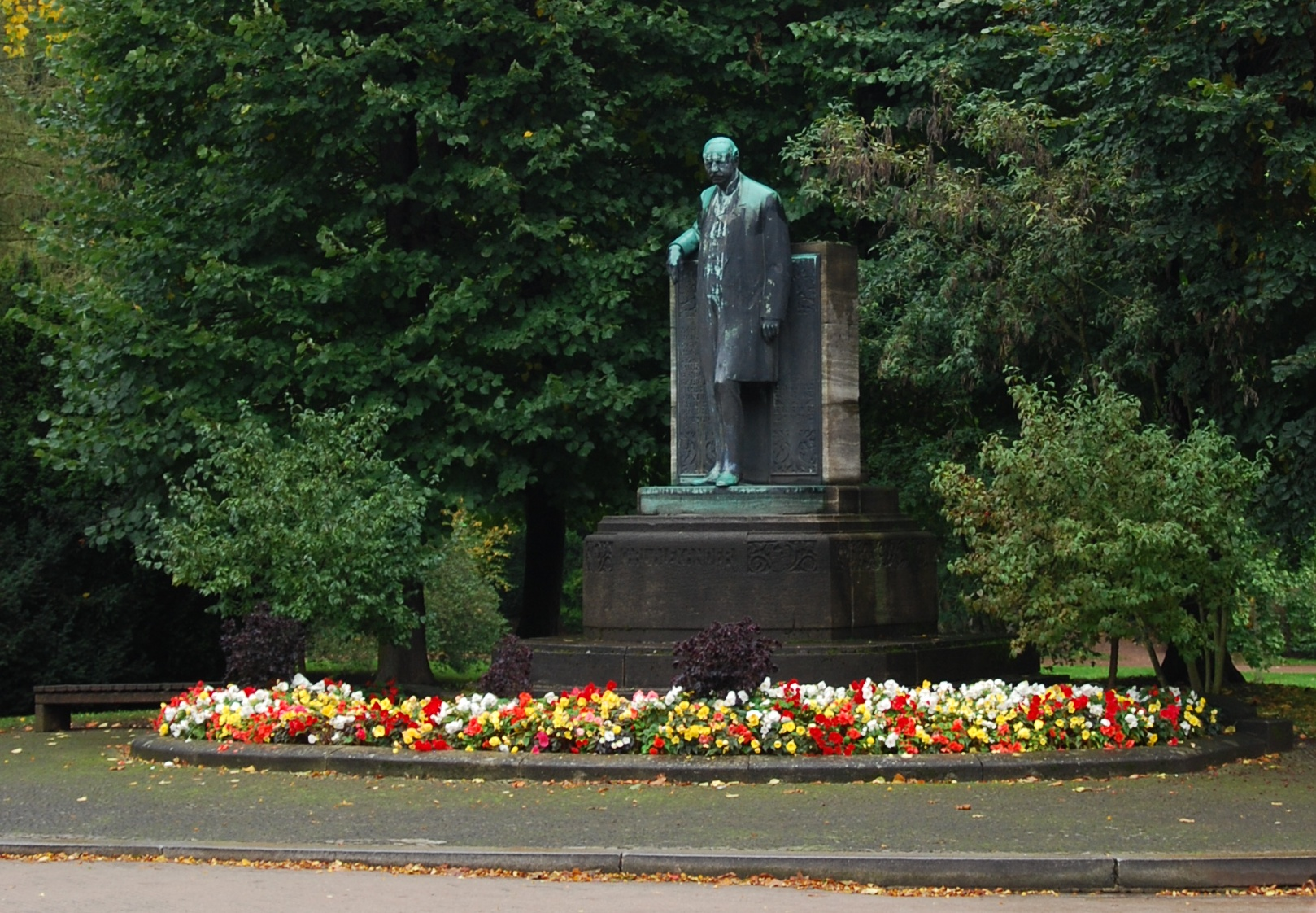
Carl-Alexander-Denkmal
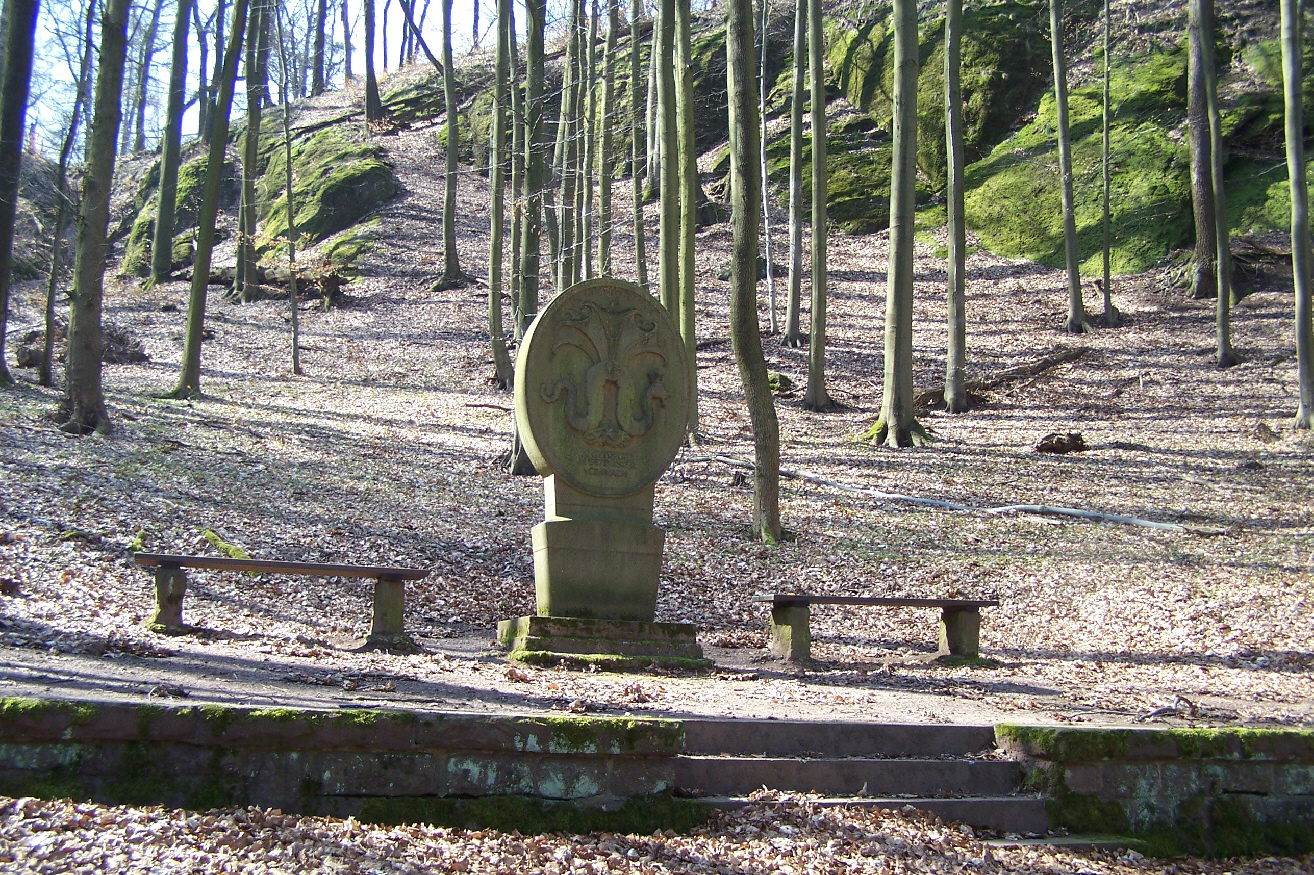
Das Cranach-Denkmal (2009)

Am Eingang zum Stadtpark verbindet eine denkmalgeschützte Treppenanlage die Wartburgallee mit dem Karlsplatz. Am südlichen Ende der Wartburgallee befindet sich der Elisabethbrunnen. Hier befand sich auch die Eselstation, von der aus man jahrzehntelang auf Eseln zur Wartburg hinaufreiten konnte.